# マイルストン版画工房
マイルストン版画工房（-はんがこうぼう）は、リトグラフ、シルクスクリーン、銅版画、木版画を制作している版画工房。

## 事業内容
日本画、洋画、その他平面作品のエスタンプ(複製版画）を制作している。